# Chajdar Arystanbekow
Chajdar Arystanbekuły Arystanbekow (ros. Хайдар Арыстанбеков; ur. 30 marca 1919 w obwodzie semipałatyńskim, zm. 2 lutego 2008) – kazachski i radziecki polityk i naukowiec, akademik Kazachskiej Akademii Nauk Rolniczych, rektor Kazachskiego Instytutu Rolniczego (1963–1981), minister gospodarki rolnej Kazachskiej SRR (1961–1962).

## Życiorys
W 1941 ukończył Kazachski Instytut Rolniczy i został agronomem w sowchozie, od 1941 w WKP(b), 1942 pomocnik szefa wydziału politycznego trustu sowchozów w Ałma-Acie, 1942–1943 pomocnik szefa wydziału politycznego Ludowego Komisariatu Sowchozów Kazachskiej SRR, 1943–1945 słuchacz Wyższej Szkoły Partyjnej przy KC WKP(b), 1945–1946 kierownik sektora KC Komunistycznej Partii (bolszewików) Kazachstanu. 1946–1947 zastępca ludowego komisarza/ministra kultur technicznych Kazachskiej SRR, 1947–1950 zastępca ministra gospodarki rolnej Kazachskiej SRR, 1950 I zastępca ministra bawełny Kazachskiej SRR, 1950–1952 przewodniczący Komitecie Wykonawczego Rady Obwodowej w Ałma-Acie, 1952–1954 dyrektor pawilonu Kazachskiej SRR na Wszechzwiązkowej Wystawie Rolniczej w Moskwie), 1954–1957 I zastępca ministra sowchozów Kazachskiej SRR. Od 1954 kandydat nauk ekonomicznych, od 1962 członek korespondent Akademii Nauk Kazachskiej SRR, od 1966 profesor, honorowy akademik Kazachskiej Akademii Nauk Rolniczych, honorowy akademik Akademii Ludowej "Ekologia". W 1957 dyrektor Kazachskiego Instytutu Naukowo-Badawczego Instytutu Rolnictwa, od stycznia 1958 do sierpnia 1960 przewodniczący Komitetu Wykonawczego Wschodniokazachstańskiej Rady Obwodowej, 1960–1961 prezydent Akademii Nauk Rolniczych Kazachskiej SRR, 1961–1962 minister gospodarki rolnej Kazachskiej SRR. Od maja 1962 do 1963 przewodniczący Komitetu Wykonawczego Zachodniokazachstańskiej Rady Krajowej, 1963–1981 rektor Kazachskiego Instytutu Rolniczego, 1981–1987 kierownik katedry Kazachskiego Instytutu Rolniczego, następnie na emeryturze.

## Odznaczenia
- Order Rewolucji Październikowej
- Order Czerwonego Sztandaru Pracy
- Order „Parasat” (Kazachstan, 2006)
- Zasłużony Pracownik Gospodarki Rolnej Kazachskiej SRR (1967)